# BA-10
BA-10（БА-10、正式名はБроневой автомобиль 10 модель、装甲車10型）はソビエト連邦の装甲車である。

## 概要
BA-10は、米フォード製トラックのソ連におけるライセンス生産型、GAZ-AAの後輪2軸型、GAZ-AAAのシャーシを利用した一連の装甲車シリーズのひとつで、BA-3/6の改良型にあたる。1938年より開発、生産が開始され、独ソ戦開戦前後の1941年までに3000輌前後が生産された。バリエーションにBA-10M（改良型）とBA-10ZhD（鉄道用）がある。
1930年代後半、ソ連の装甲軍用車両の設計に、避弾経始を考慮した傾斜装甲が広く取り入れられるようになったが、BA-10はその初期型といえる存在であった。BA-3/6の45mm砲装備の砲塔は、T-261933年型、BT-5、BT-71935年型と基本共通のものが用いられていたが、BA-10では独自の、後部バスルのない円錐台形のものとなり、車体装甲形状も手直しされている。シャーシはそれ以前のBA-6同様、GAZ-AAAトラックのものを強化改装したものだが、エンジンは40馬力GAZ-Aから、50馬力GAZ-MMに強化されており、信頼性が向上した。
しかし補助車輪の装着がかなり切迫しており、また車輪の接地面積の少なさなどから、悪路での移動にはやや難があった。
第二次世界大戦終了まで使われ、一部は50年代末まで用いられている。

## 実戦

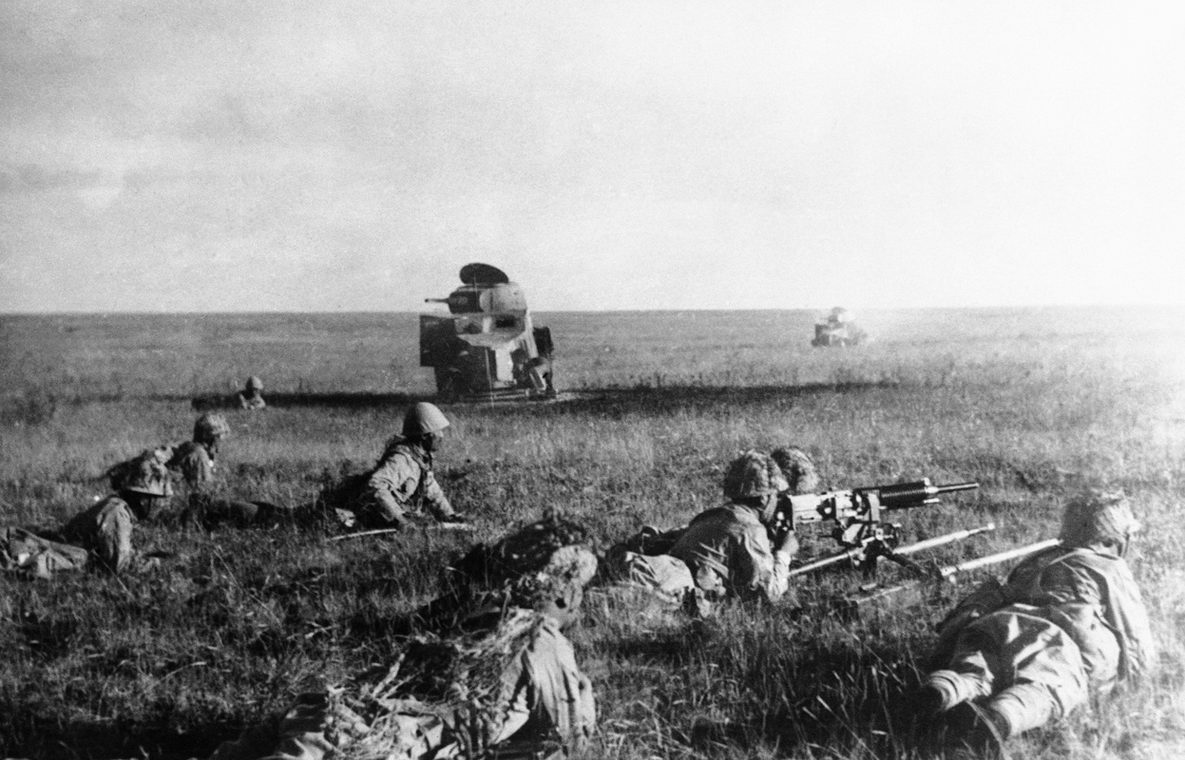
ノモンハン事件で擱座したBA-10（1939年）

初陣は1939年のノモンハン事件となった。相当数が投入され、一部が日本軍により撃破、または鹵獲されている。
続いて第一次芬ソ戦争（冬戦争）にも投入されたが、前述のように悪路に弱い本車は、包囲戦法を得意とし、補給を断つ事による敵戦力の分散、弱体化を基本戦術としていたフィンランド軍の格好の餌食であり、ここでも多くが失われた。また少なくとも24輌が鹵獲され、フィンランド軍によって使用された。フィンランド軍では、1943年秋以降、保有する全BA-10のエンジンをオリジナルの50馬力のものから、95馬力のフォードV-8エンジンに換装している。また戦後、1輌のBA-10が、操縦席以降の装甲車体を取り去りクレーンを設置した工作車に改装されており、これは1978年まで使用された。現在、1輌のBA-10（Ps.27-12号車）がパロラ戦車博物館に展示されている。
1941年に始まる独ソ戦においても、序盤、大量に投入・使用されたが、損害も大きく、大戦中盤以降、偵察・連絡任務は、不整地走行性能の高い軽戦車や、より軽快なBA-64装甲車などに取って代わられた。
緒戦時にある程度まとまった数がドイツ軍に鹵獲され、ドイツ陸軍、武装親衛隊、保安部隊（秩序警察）等で警備任務等に使用されたほか、ドイツ以外の枢軸国でも広く利用された。これらは1945年まで姿を見せており、ロシア解放軍に供与されたBA-10は、同軍がチェコ・レジスタンス側に立って参戦したプラハ蜂起でも使用されている。

## 参考
- М. Коломиец. Броня на колёсах. История советского бронеавтомобиля 1925—1945. — Москва: Яуза, Стратегия КМ, Эксмо, 2007. — 384 с. — (Советские танки). — 6000 экз. — ISBN 978-5-699-21870-7
- А. Г. Солянкин, М. В. Павлов, И. В. Павлов, И. Г. Желтов. Отечественные бронированные машины. XX век. 1905—1941. — Москва: Экспринт, 2002. — Т. 1. — 344 с. — 2000 экз. — ISBN 5-94038-030-1
- Esa Muikku, Jukka Purhonen, SUOMALAISET PANSSARIVAUNUT 1918 - 1997(THE FINNISH ARMOURED VEHICLES), APALI 1992, ISBN 952-5026-09-4